# Эбдалая
Эбдалая (дарг. ЭбдалгӀяя) — село в Левашинском районе Дагестана. Административный центр сельского поселения «сельсовет Эбдалаянский».

## География
Село расположено на водоразделе рр. Халагорк и Ташкапурхерк, в 9 км к югу от районного центра Леваши.

## Население
| 1888 | 1895 | 1926 | 1939 | 1970 | 1989 | 2002 |
| ---- | ---- | ---- | ---- | ---- | ---- | ---- |
| 612  | ↘589 | ↘534 | ↗597 | ↘504 | ↘436 | ↗787 |
| 2010 | 2021 |      |      |      |      |      |
| ↗811 | ↘789 |      |      |      |      |      |

## История
Село было основано выходцами из села Акуша.

## Этимология
Название состоит из двух даргинских слов: Абдал и гIяя. ГIяя означает «загон». Слово абдал обычно ассоциируется со словом «глупый», «безумный» и нередко название селения так и осмысливается. Однако, как считает лингвист М. О Османов, слово абдал — это видоизменившееся слово абад, абадил (вечность, вечный). Предполагается, что до возникновения селения это место являлось угодьем, пожалованным кому-то в абад (навечно), и называлось абадла гIяя или абадил гIяя (навечно пожалованный выгон), а потом, как это происходило очень часто, название угодья перешло на селение, возникшее здесь, и сохранилось за ним.